# كريس يونغ (لاعب كرة قدم)
كريس يونغ (بالإنجليزية: Chris Young)‏ (25 مايو 1886 في المملكة المتحدة - 22 أكتوبر 1956) هو لاعب كرة قدم بريطاني (وحمل سابقاً جنسية المملكة المتحدة لبريطانيا العظمى وأيرلندا) في مركز الهجوم. لعب مع بورت فايل وتوتنهام هوتسبير وغريمسبي تاون ونادي غاينسبورو ترينيتي.

## وصلات خارجية
- كريس يونغ على موقع قاعدة بيانات كرة القدم.إي يو (الإنجليزية)